# Oeventrop
Oeventrop (Ausspracheⓘ) ist heute ein Stadtteil der Stadt Arnsberg und war bis zur kommunalen Neugliederung von 1975 eine eigenständige Gemeinde. Diese entwickelte sich aus den Teilorten Oeventrop, Dinschede und Glösingen. Hinzu kam mit Wildshausen (an der Stelle eines Haupthofes und einer ehemaligen Burg der Grafen von Arnsberg) später noch ein weiterer Ort.

## Lage
Oeventrop liegt an der mittleren Ruhr an der Grenze der heutigen Stadt Arnsberg zur Stadt Meschede (Ortsteil Freienohl), sowie zur Stadt Warstein (Ortsteil Hirschberg). Innerhalb der Stadt Arnsberg grenzt Oeventrop an die Stadtteile Rumbeck und Uentrop ruhrabwärts und nach Norden an Breitenbruch. Das Zentrum des Ortes mit der Kirche, den wichtigsten Geschäftsstraßen, Bahnhof und Gewerbegebieten liegt im Tal der Ruhr selbst. Eine Reihe von Wohngebieten an den Hängen der umliegenden Berge. Im Norden grenzt der Ort an den Naturpark Arnsberger Wald. Südlich des Ortes verläuft die A46 über zwei Talbrücken. Der Stadtteil ist räumlich von Arnsberg abgesetzt und ist am Rand des Naturparks Arnsberger Wald ein Grundversorgungszentrum sowie Gewerbe- und Wohnstandort.

## Geschichte

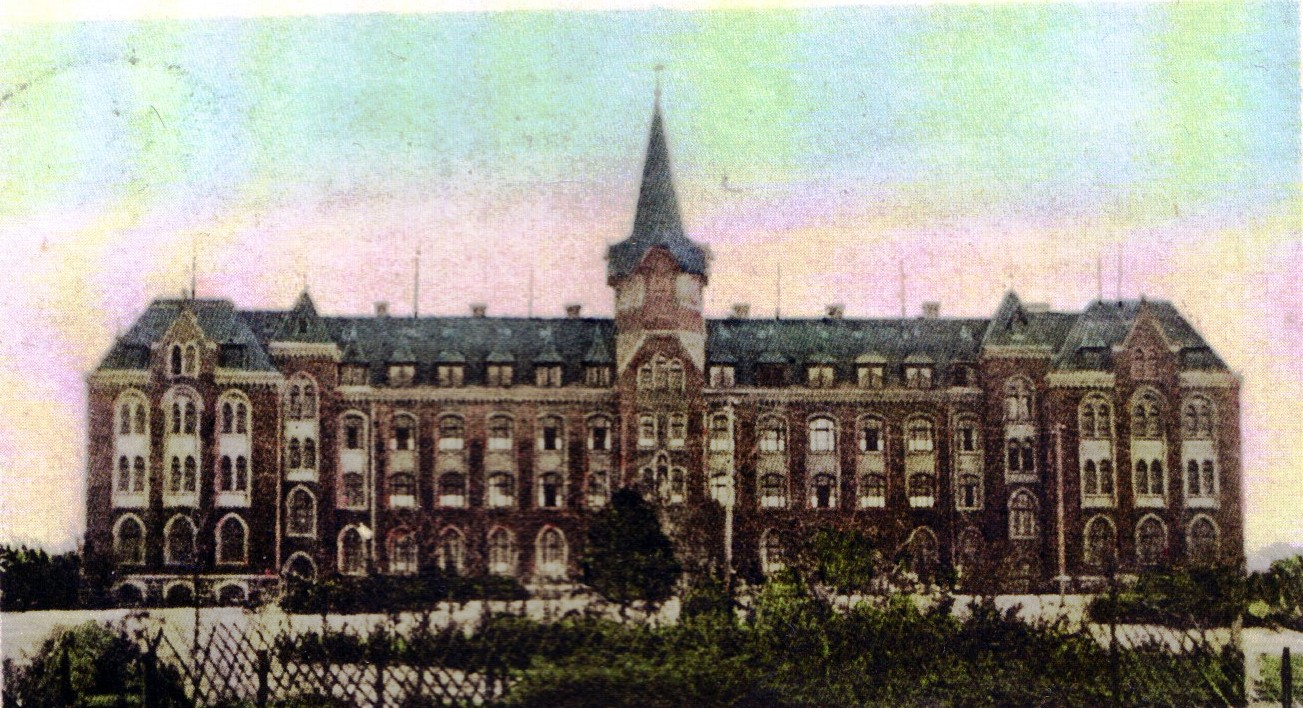
Kloster Oeventrop, Ansicht um 1907

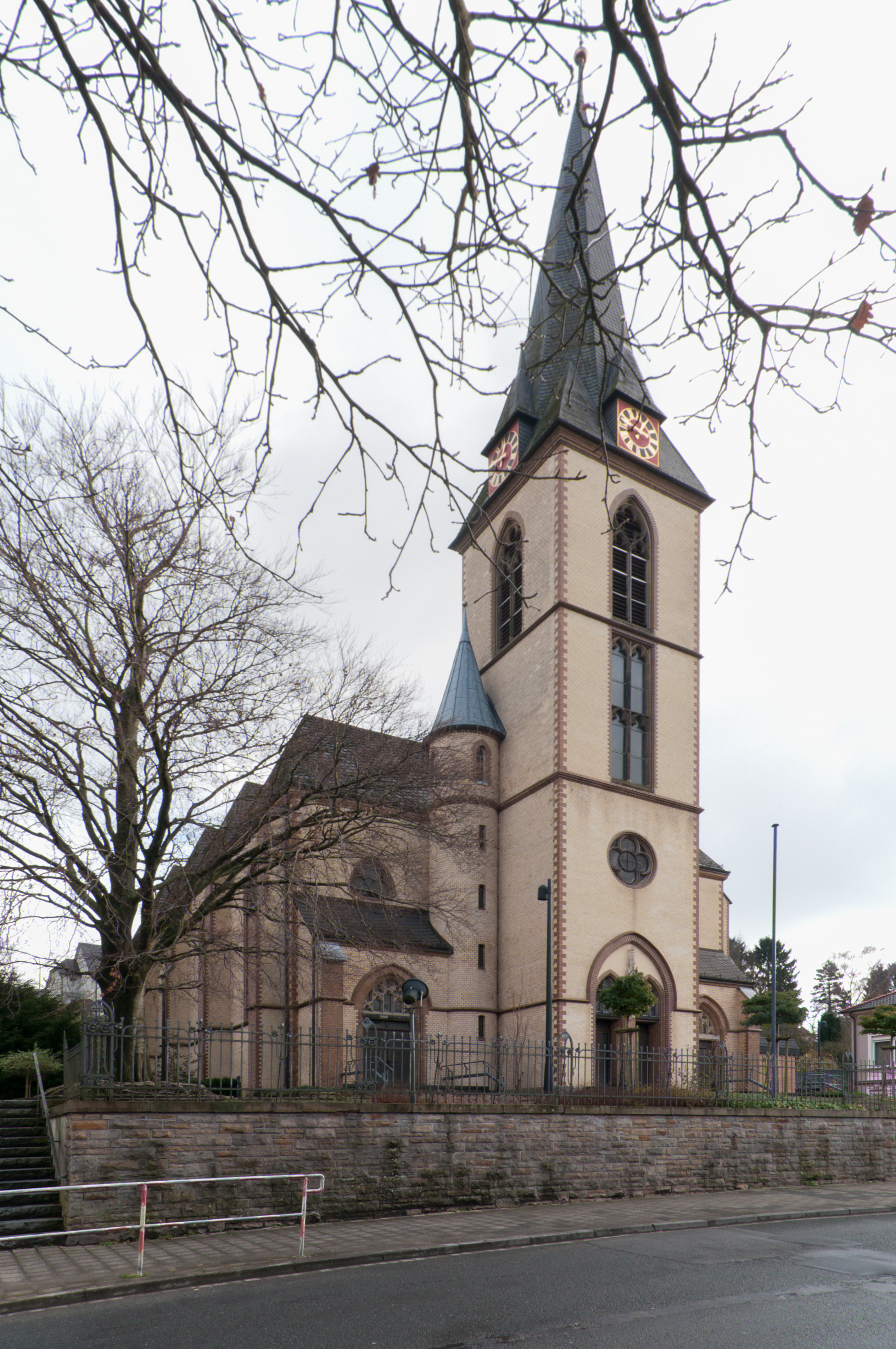
Pfarrkirche Oeventrop

### Mittelalter und frühe Neuzeit
Im Übergang vom Früh- zum Hochmittelalter existierte in unmittelbarer Nähe des heutigen Ortes die Hünenburg. Eine erste Erwähnung des Teilortes Glösingen geschah im Zusammenhang mit einer Landschenkung im Jahr 1193 in einer Urkunde des Kölner Erzbischofs Bruno von Berg. Der Beginn der gemeinsamen Geschichte der drei Dörfer, die auch Ruhrdörfer genannt wurden, geht bis ins Jahr 1232 zurück, als Erzbischof Heinrich von Köln die Zehnten dieser Orte, auf die ein Edelherr Hermann von Rüdenberg zuvor verzichtet hatte, an das Stift Wedinghausen übertrug. Der Kern von Oeventrop, Dinschede und Glösingen bestand jeweils aus etwa vier bis fünf Bauernhöfen, deren Anzahl während des Mittelalters und der Frühen Neuzeit relativ konstant blieb. Die meisten Höfe gehörten einem adeligen Grundherren oder einem Kloster. Die wichtigsten adeligen Grundherren waren die Familien von Ketteler, von Wrede und von Eickel. Eng verbunden waren die Orte mit dem Stift Wedinghausen und dessen „Filiale“ Kloster Rumbeck. Trotz einer beträchtlichen Entfernung von mehreren Kilometern war dieses jahrhundertelang die Pfarrkirche der drei Dörfer und gleichzeitig im Besitz einiger Höfe. Neben dem Einfluss der Grundeigentümer gab es mit der Dinscheder Mark einen genossenschaftlichen Aspekt. Die Hofeigentümer bestimmten über die Nutzung dieses beträchtlichen Waldgebiets, das zur Viehhude sowie zur Versorgung mit Bau- und Brennholz diente.

### 19. und 20. Jahrhundert

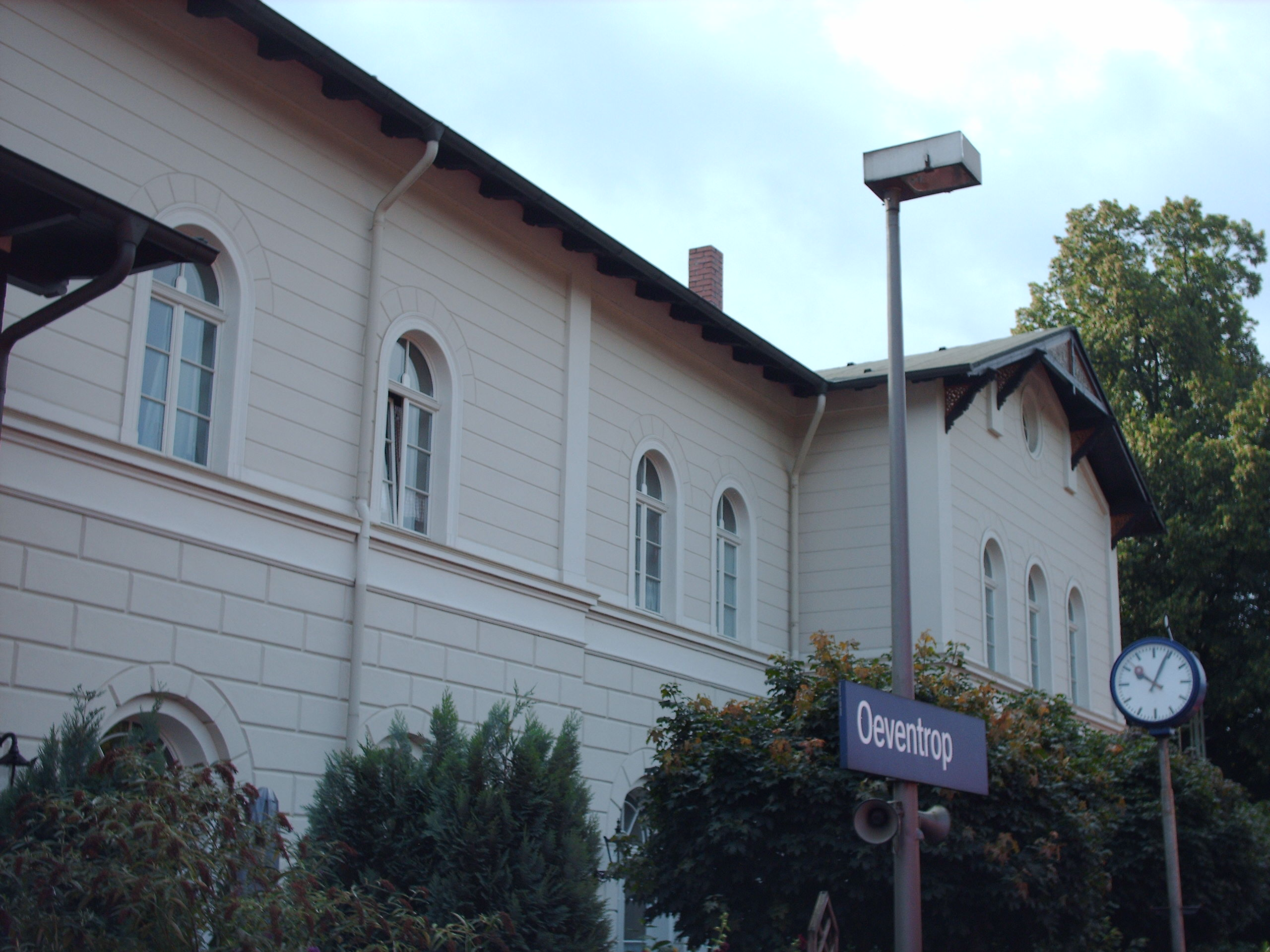
Bahnhof

Ein erster Wandel trat zu Beginn des 19. Jahrhunderts ein, als mit der hessischen und später preußischen Reformpolitik die Bauern Landeigentümer wurden und der Genossenschaftsbesitz allmählich ebenfalls privatisiert wurde. Wichtiger noch war die industrielle Entwicklung vor allem seit der Hochindustrialisierungsphase. Seit 1870 gibt es einen Bahnhof an der Oberen Ruhrtalbahn und es begannen sich in der Folge zahlreiche Fabriken anzusiedeln. Ein wichtiges frühes Unternehmen war eine 1886 gegründete Glashütte. Wichtiger wurde die holzverarbeitende Industrie. Seit 1883 entstand in Wildhausen eine der ersten Zellstofffabriken, später kamen Stuhl- und Möbelfabriken sowie eine chemische Fabrik hinzu. Im Jahr 1902 wurde das Kloster Oeventrop eröffnet, in dem sich bis 1969 die Ordenshochschule der Herz-Jesu-Missionare (Hiltruper Missionare) befand.
Am 6. Mai 1905 wurde der damalige Name der Gemeinde, Dinschede, in Oeventrop geändert.
Wie auch in fast allen anderen Orten begann am 21. März 1933 die NS-Herrschaft mit einer Feier zur Eröffnung des neuen Reichstages. Das öffentliche Leben wurde immer mehr von den Nationalsozialisten kontrolliert, politische Gegner wurden verfolgt. Zu Anfang gab es im Ort einen NSDAP-Stützpunkt, danach formierte sich besonders die SA. Der 1. Mai wurde feierlich als Tag der nationalen Arbeit begangen. Eine erste Sonnenwendfeier fand unter Teilnahme der neugegründeten Hitler- und Schuljugend statt. Um die neue Dinscheder Brücke bauen zu können, musste die alte Brücke am 1. August 1933 abgebrochen werden. Die Gemeindevertretung löste sich wegen des Gleichschaltungsgesetzes am 23. August 1933 auf, und acht neue Gemeindevertreter mit einer NS-Mehrheit wurden ernannt (nicht gewählt). Bei der Volksabstimmung Für Frieden, Ehre und Gleichberechtigung erreichte die NSDAP 92 % der abgegebenen Stimmen. Bis zum Dezember 1933 hatten sich als weitere Organisationen die BDM-Ortsgruppe, die Frauenschaft und das Jungvolk gegründet. Die Parteigliederungen verfolgten ihre Gegner rigoros, einige Arbeiter wurden, auch wegen angeblicher staatsfeindlicher Äußerungen, entweder inhaftiert oder in Konzentrationslager gebracht. Konfessionelle Jugendverbände mussten ab 23. März 1934 Einschränkungen hinnehmen, sie durften ihre Mitglieder nur noch religiös betreuen. Da die beiden Geistlichen der Kirche der NSDAP kritisch gegenüberstanden, galten sie ab 1935 als nicht mehr national zuverlässig, und ihre Veranstaltungen und Gottesdienste wurden kontrolliert. Die im Ort stationierte Einheit des Arbeitsdienstes wurde für Arbeiten an Rodung und Aufforstung, Drainage und Befestigung der Ruhrufer eingesetzt. Der Ortsbauernführer Assmann erhielt seine Ernennung zum Gemeindevorsteher, dies Amt hatte er bis zum Einmarsch der amerikanischen Besatzungstruppen inne. Während des Novemberpogroms 1938 schlugen Anhänger der NSDAP die Schaufenster von jüdischen Geschäften ein und demolierten die Wohnungen der jüdischen Mitbürger. Die Männer kamen in Haft. Fast alle jüdischen Familien wanderten danach aus. Nach Beginn des Zweiten Weltkrieges mussten das Missionshaus und das Schwesternhaus zugunsten eines Reserve-Lazarettes weichen. Die katholische Kirche musste im Januar 1941 zwei Glocken abliefern. Die chemische Fabrik errichtete 1942 eigene Lager, um dort Zwangsarbeiter, hauptsächlich aus Russland, unterzubringen. Die letzten sieben im Ort verbliebenen Juden wurden 1941 deportiert und vermutlich in Lagern ermordet.
Im Oktober 1943 kamen Flüchtlinge aus dem Raum Aachen nach Oeventrop, sie fanden in der Schule in Dinschede Unterkunft, bis zum Dezember erhöhte sich die Zahl. Am 16. Dezember 1944 nahmen hier vor Beginn der Ardennenoffensive, Einheiten der Waffen-SS Quartier. Die Mitglieder des örtlichen Volkssturmes wurden am 28. Januar 1945 vereidigt. Im Februar erfolgte Angriffe der Alliierten, bei denen 15 Einwohner den Tod fanden. Die Textillager der Germania und die Oellager Sauerländer Stuhlfabriken wurden im April von der Bevölkerung geplündert. Die Germania hatte große Bestände für die Heeresverwaltung eingelagert. Nach einem vorherigen Beschuss mit Granatwerfern, nahmen die amerikanischen Truppen den Ort am 10. April 1945 ein. Einen Tag vorher sprengten sie die Ruhrbrücke bei Wildshausen. Die Amerikaner setzten am 12. April 1945 Paul Schönert als neuen Bürgermeister ein, am 2. Mai bestimmte die neue Zivilverwaltung Paul Kordel zum Bürgermeister. Insgesamt starben in Verbindung mit dem Zweiten Weltkrieg 276 Oeventroper Bürger.
Am 1. Januar 1975 wurde Oeventrop in die Stadt Arnsberg eingemeindet.

### Die Ruhrdörfer

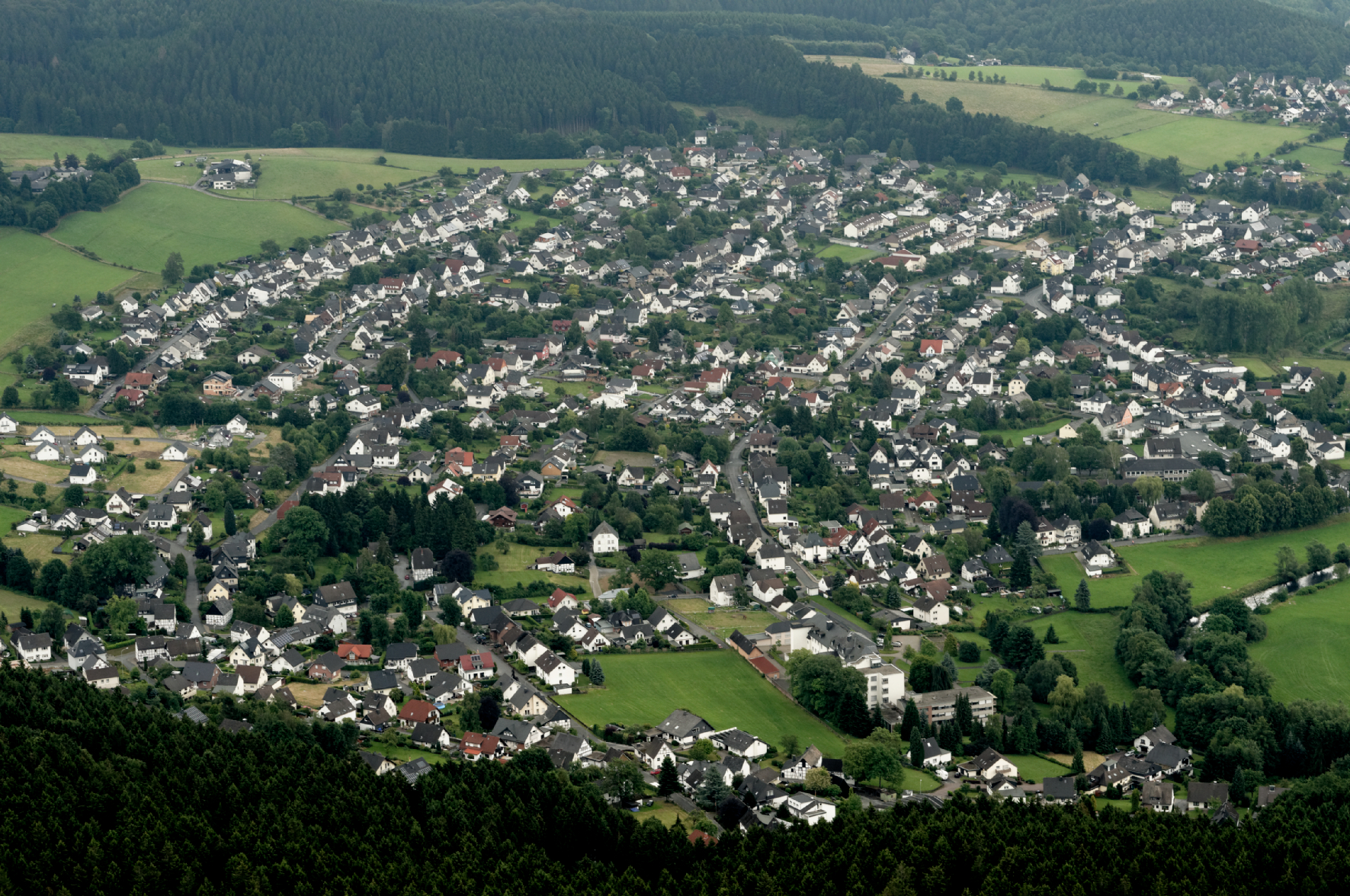
Blick auf Glösingen

Die Ruhrdörfer, bestehend aus den drei Weilern Oeventrop, Dinschede und Glösingen, wurde 1232 urkundlich erwähnt; aus ihnen entwickelte sich bis 1975 der Stadtteil Oeventrop. In dieser Urkunde wurden die drei Dörfer Overendorp, Dinterscede und Clusinchem erstmals in einem Rechtszusammenhang genannt. Der Erzbischof Heinrich von Köln übertrug dem Kloster Wedinghausen den Zehnten in diesen Dörfern, der Edelherr Hermann von Rüdenberg hatte zuvor auf diese Ansprüche verzichtet. Der übersetzte Text der Urkunde lautet:

„Im Namen der heiligen und unteilbaren Dreifaltigkeit. Heinrich, von Gottes Gnaden Erzbischof der heiligen Kölner Kirche wünscht allen, die an Christus glauben, immerdar zeitlichen und ewigen Lebens Heil. Damit wir die Kirchen unserer Diözese unversehrt erhalten, besonders die, welche um die Einzahlung der Zehnten bemüht sind, machen wir Mitlebenden und Nachkommen folgendes bekannt: Der Edelherr Hermann von Rüdenberg, unser Getreuer, gab den Zehnten in Lenole, Querendorp, Dinterscede, Clusinchem und sechs Schillinge für die Auslösung gewisser Häuser in den vorgenannten Dörfern samt zugehörigem kleinen Zehnten ganz in unsere Hände zurück. Dies haben wir wegen der Ergebenheit des besagten Hermann und mit Zustimmung seiner Erben zu unserem Gedächtnis der Kirche der heiligen Maria und des heiligen Laurentius in Wedinghausen zu immerwährendem Besitz übertragen. Auf das aber diese Stiftung gültig und unabänderlich bestehen bleibe, haben wir diese darüber ausgestellte Urkunde durch Anhängen unseres Siegels sichern lassen, indem wir bei Strafe des Kirchenbannes anbefehlen, sie unverletzlich zu achten. Gegeben im Jahre der Gnade Zwölfhunderteinunddreißig, in der fünften Indiktion, am achten März, im siebten Jahre unseres Bischofsamtes, zu Soest. Da auf dem hochheiligen römischen Stuhle Herr Papst Gregor der Neunte herrscht. Da der unüberwindliche Kaiser der Römer Friedrich regiert und sein erlauchter Sohn König Heinrich. In Anwesenheit folgender Zeugen: Heinrich, Propst von St. Severin, Gottfried, Propst in Soest, Hermann, Propst von Sankt Suibert in Kaiserswerth, Gottfried, Graf von Arnsberg und sein Sohn Gottfried. Adolf von der Mark und Adolf von Dassel, Grafen. Goswin, Schulte zu Soest, Albert, Drost zur Lippe, Rotger von Borbenne, Albert von Horthe, Wilhelm von Ole. Und andere Männer guten Rufes mehr.“

Diese Urkunde bezieht sich somit nicht nur auf die Entstehung des Ortes, sondern sie liefert auch einen landesgeschichtlichen Einblick, sie wird im Nordrhein-Westfälischen Staatsarchiv in Münster aufbewahrt. Das mandelförmige Siegel zeigt den sitzenden Erzbischof mit Krummstab und einem Buch. Seit dem Entstehen der Ruhrdörfer bis in die 1970er Jahre war das dörfliche Leben überwiegend bäuerlich geprägt, die Anzahl der Höfe in den einzelnen Dörfern blieb im Wesentlichen unverändert. Der Siedlungsbereich im Ruhrtal war durch die natürlichen Gegebenheiten begrenzt. Ackerboden konnte zwar durch Rodungen hinzu gewonnen werden, war aber durch die gebirgige Landschaft eingeschränkt. Das Recht zu Anteilen am Gemeinschaftsbesitz wurde nach der Größe des einzelnen Anwesens als kleiner Kotten, Mittelkotten, großer Kotten und Hof berechnet. Jedes der Einzeldörfer bestand aus etwa vier bis fünf Höfen. Die Bauern waren nur Pächter, nicht Eigentümer. Der Grund und Boden gehörte adeligen Grundherren. Die Pächter mussten jedes Jahr Abgaben leisten und die Verträge wurden üblicherweise alle zwölf Jahre neu geschlossen, der Grundherr konnte, musste aber nicht verlängern. Drei Familien, die Freiherren von Ketteler, die von Eickel und die von Wrede, dominierten das Pachtwesen, sie besaßen die größten Ländereien. Eine besondere Beziehung der Ruhrdörfer bestand zum Kloster Wedinghausen, das die geistliche Obhut über die Bewohner hatte. Im Laufe der Zeit gewann das Kloster Rumbeck durch den Kauf vieler Höfe den größeren Einfluss. Die Markgenossenschaft der Dinscheder Mark wurde 1310 urkundlich erwähnt, sie hatte ein großes Waldgebiet, in dem die Viehhude und die Gewinnung von Holz durch die Genossenschaft geregelt wurde. Die Erbberechtigten entwickelten so über die Jahrhunderte, bis zum Ende des Mittelalters, ein starkes wirtschaftliches Zusammengehörigkeitsgefühl.

### Bedeutung der Ortsnamen
- Dinschede wurde 1232 als Dinterscede erwähnt, scede bedeutet Scheide, also Ort unterhalb einer Bergscheide. Die Bedeutung der ersten Silbe ist nicht bekannt.
- Wildshausen wurde 1429 als Wildeshusen bezeichnet, Husen (Ansiedlung) in einer wildreichen Landschaft.
- Glösingen wurde 1193 als Clusinchem genannt, wobei der letzte Namensbestandteil chem Heim bedeutet. Der Anfang des Namens beinhaltet vermutlich einen Sippen- oder Personennamen wie Klaus oder Nikolaus. Also Heim oder Haus des Klaus.[12]

### Zukunftsplanung
Ziel der Stadtplaner ist es, aus dem Stadtteil unter Berücksichtigung des demografischen Wandels, einen Wohnstandort zu schaffen und zu erhalten, der attraktiv und lebenswert ist. Marktfähiger Wohnraum für unterschiedliche Interessentengruppen und Verbesserung der Infrastruktur sollen die Nahversorgung sichern. Die Ruhr wird Naherholungsbereich und Gewerbeflächen werden gesichert.

### Bevölkerungsentwicklung
Mit der Veränderung der Wirtschaftsstruktur ging eine Zunahme der Bevölkerung einher. Außerdem wuchsen die Bauerndörfer allmählich eng zusammen, und die Sozialstruktur war für etwa ein Jahrhundert stark gewerblich geprägt.
Seit Beginn des Jahrtausends ist die Bevölkerungszahl rückläufig.
| Jahr      | 1818 | 1858 | 1885 | 1895 | 1905 | 1925 | 1933 | 1939 | 1961 | 1970 | 1974 | 2000 | 2001 | 2002 | 2003 |      |
| --------- | ---- | ---- | ---- | ---- | ---- | ---- | ---- | ---- | ---- | ---- | ---- | ---- | ---- | ---- | ---- | ---- |
| Einwohner | 473  | 785  | 787  | 1015 | 1454 | 1684 | 2213 | 2920 | 5398 | 5839 | 6117 | 6818 | 6768 | 6743 | 6688 |      |
|           |      |      |      |      |      |      |      |      |      |      |      |      |      |      |      |      |
| Jahr      | 2004 | 2005 | 2006 | 2007 | 2008 | 2009 | 2010 | 2011 | 2012 | 2013 | 2014 | 2015 | 2016 | 2017 | 2018 | 2019 |
| Einwohner | 6713 | 6740 | 6658 | 6629 | 6575 | 6512 | 6493 | 6411 | 6359 | 6320 | 6328 | 6384 | 6273 | 6228 | 6196 | 6198 |

Quelle für 2000 bis 2018: Stadt Arnsberg

## Wappen
| Wappen der ehemaligen Stadt Oeventrop | Blasonierung: In Silber ein schräglinks gestellter schwarzer Abtstab mit der Krümmung nach außen, überzogen mit einem von drei silbernen Rauten belegten roten Schrägbalken. Beschreibung: Der Schrägbalken mit den drei Rauten ist dem Wappen der Familie von Eickel entnommen, die seit dem 16. Jahrhundert in Oeventrop Besitz hatte. Außerdem symbolisieren die drei Rauten die drei Ortsteile Oeventrop, Dinschede und Glösingen. Der Abtstab weist auf das Kloster Rumbeck hin. Dieses stand in Abhängigkeit von der Abtei Wedinghausen, welche hier vielfache Rechte besaß. Die amtliche Genehmigung des Wappens erfolgte am 31. Oktober 1957. |

## Katholische Kirche
Die denkmalgeschützte katholische Pfarrkirche Heilige Familie wurde 1898 nach Plänen des Dombaumeisters Arnold Güldenpfennig aus Paderborn im Stile der Neugotik erbaut, dieser Stil ging bei der Renovierung im Jahr 1969 zum großen Teil verloren. Die Gemeinde gehört zum Pastoralverbund Heilige Familie Oeventrop – St. Nikolaus Rumbeck im Erzbistum Paderborn.

## Friedhöfe
Die Ruhrdörfer gehörten ursprünglich zur Pfarrei Arnsberg und begruben ihre Toten, die mit Leiterwagen dorthin transportiert wurden, auch dort. Beide christlichen Konfessionen benutzten diesen Friedhof. Seit der Abpfarrung von Arnsberg kamen die Ruhrdörfer 1858 an Rumbeck und begruben seit dem ihre Verstorbenen bis 1905 dort. In diesem Jahr kaufte die katholische Gemeinde ein zwei Morgen großes Grundstück auf der Egge und legte dort einen Friedhof an. Die evangelische Kirchengemeinde besaß seit 1894 einen eigenen Friedhof, der in der Nähe der Kirche, an der Straße nach Freienohl lag. Die letzten Grabstätten dieses Friedhofes wurden im Dezember 2014 einvernehmlich eingeebnet. Die jüdischen Einwohner beerdigten ihre Angehörigen auf dem jüdischen Friedhof in Arnsberg, das letzte dort erhaltene Grabmal stammt aus dem Jahr 1941.
Die katholische Gemeinde kaufte 1928 ein drei Morgen großes Grundstück und erweiterte so den vorhandenen Friedhof. Ein Kreuzweg mit 14 Stationen aus Bruchstein, die mit Bronzereliefs ausgestattet sind, wurde aufgestellt. Ein gesonderter Teil diente dem Elisabeth-Erholungsheim in Dinschede und dem Herz-Jesu-Missionshaus als Begräbnisstätte. Hier fanden auch die Verstorbenen der Lazarette, insgesamt 223, ihre letzte Ruhe. Der Architekt Müller aus Blankenstein entwarf 1953 ein Ehrenmal zum Gedenken an die Gefallenen, die Einweihung der Anlage fand im September 1953 statt.
Bis zum Beginn des Ersten Weltkrieges waren Beerdigungen der Selbstmörder auf dem regulären Friedhof nicht erlaubt, die Bestattungen fanden auf einem Acker am Rande des Friedhofes statt, die Bevölkerung nannte ihn An der Hecke.

## Verkehr
Das Segelfluggelände Oeventrop-Ruhrwiesen erstreckt sich in West-Ost-Richtung über einer Länge von etwas über einen Kilometer und verläuft unmittelbar an der Ruhr entlang. Er wurde am 17. Juni 1956 unter großer Teilnahme der Oeventroper Bürger eingeweiht und seitdem vom Luftsportclub Oeventrop e. V. betrieben. Er befindet sich inmitten in der Ortschaft Oeventrop. Ringsherum erstrecken sich Berge, so dass bei fast jeder Wetterlage längere Flüge möglich sind, indem die an den Hängen entstehenden Aufwinde genutzt werden. Am Platz gibt es eine Flugzeughalle, wo sich Flugzeuge des Vereins, Startwagen, Winden und Flugzeuganhänger befinden, sowie seit 1980 eine Werkstatt.
Weiterhin ist im Ort ein Haltepunkt an der Oberen Ruhrtalbahn. Es verkehren Züge zwischen Hagen und Warburg sowie zwischen Winterberg/Brilon und Dortmund.
| Linie | Verlauf | Takt |
| ----- | --- | --- |
| RE 17 | Sauerland-Express: Hagen Hbf – Schwerte (Ruhr) – Fröndenberg – Wickede (Ruhr) – Neheim-Hüsten – Arnsberg – Oeventrop – Freienohl – Meschede – Bestwig – Olsberg – Brilon Wald Linienast 1: – Brilon Stadt Linienast 2: – Hoppecke – Messinghausen – Beringhausen – Bredelar – Marsberg – Westheim (Westf) – Scherfede – Warburg (Westf) Linienast 3: – Willingen Stand: Fahrplanwechsel Dezember 2024 | 60 min Hagen – Brilon Stadt morgens Hagen – Warburg Clubsaison Hagen – Willingen                                              |
| RE 57 | Dortmund-Sauerland-Express: Dortmund Hbf – (Dortmund Signal-Iduna Park)* – Dortmund-Hörde – (Dortmund Aplerbeck Süd – Schwerte)* – Fröndenberg – Wickede (Ruhr) – Neheim-Hüsten – Arnsberg (Westf) – Oeventrop – Freienohl – Meschede – Bestwig Linienast 1: – Olsberg – Brilon Wald – Hoppecke – Messinghausen – Beringhausen – Bredelar – Marsberg – Westheim (Westf) – Scherfede – Warburg (Westf) Linienast 2: – Bigge – Siedlinghausen – Silbach – Winterberg (Westf) Linienast 3: – Olsberg – Brilon Wald – Brilon Stadt * Halt abends Stand: Fahrplanwechsel Dezember 2024 | 60 min (Dortmund–Bestwig) 60 min (Bestwig – Warburg) 120 min (Bestwig–Winterberg) Einzelzüge morgens, abends (Bestwig–Brilon) |

Über die A46 (Abfahrt Nr. 67 Freienohl, Oeventrop) ist Oeventrop mit Arnsberg und seinen anderen Stadtteilen verbunden. Früher führte auch die Bundesstraße 7 durch den Ort. Diese wurde jedoch nach Eröffnung der A 46 zu den Landesstraßen 541 und 735 herabgestuft (siehe Liste der Landesstraßen im Regierungsbezirk Arnsberg). 
Durch das Ortsgebiet führt der von Winterberg nach Duisburg-Ruhrort verlaufende RuhrtalRadweg.

## Regelmäßige Veranstaltungen
Seit Bestehen des Oeventroper Luftsportclubs findet jährlich, jeweils im September, das Flugplatzfest statt. Die Webseite das LSC gibt Auskunft über das Programm.

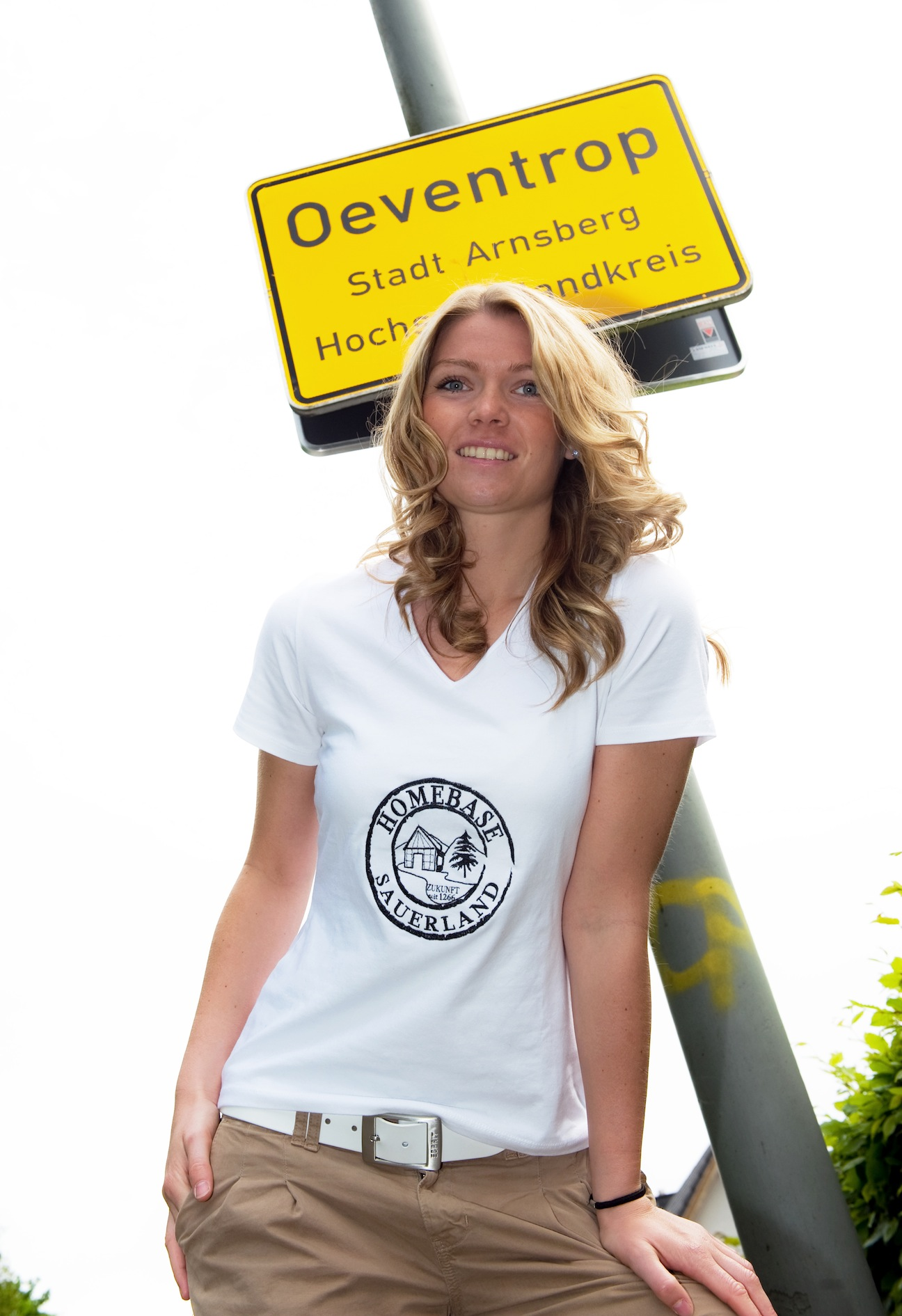
Taekwondo-Sportlerin Helena Fromm aus Oeventrop.

Das „WinterNachtsTraum Festival“ (WNT) ist ein seit dem Jahre 2004 jährlich stattfindendes Musikfestival. Der WNT wird von der aus Arnsberg stammenden Metalband Orden Ogan ausgerichtet. Unter anderem nahmen bereits deutschlandweit bekannte Bands wie Night in Gales, Sacred Steel, Rage, Sinister, Excrementory Grindfuckers, Equilibrium, Disillusion, Skyclad, Ensiferum, van Canto, Axxis, Accuser und Grave am WNT teil.

## Söhne und Töchter des Ortes
- Heinz Fleckenstein (1907–1995), römisch-katholischer Geistlicher und Theologieprofessor
- Ralf Paul Bittner (* 1966), Politiker (SPD) und seit 2018 Bürgermeister der Stadt Arnsberg
- Jens Beckmann (* 1970), Chemiker
- Helena Fromm (* 1987), Taekwondo-Kämpferin. Sie ist sechsfache Deutsche Meisterin, Europameisterin und errang bei den Olympischen Spielen im Jahr 2012 eine Bronzemedaille für Deutschland.

## Vereine
- Die Freiwillige Feuerwehr Oeventrop wurde 1903 von den Bürgern gegründet, da sich die Brandgefahr durch Bebauung und Zunahme der Bevölkerung vergrößerte. Jedes der drei Ruhrdörfer unterhielt einen Löschzug, Hauptmann der Freiwilligen Feuerwehr Oeventrop wurde Georg Korte, der Verwalter der Chemiefabrik. Der erste Einsatz wurde 1907 gefahren. Nachdem Oeventrop 1975 die Selbstständigkeit verloren hatte, kam die Feuerwehr als Löschzug Oeventrop zur Arnsberger Feuerwehr.[21]
- Das Freiwillige Tambourkorps Oeventrop e. V., wurde 1920 als Tambour-Korps des katholischen Gesellenvereins Oeventrop, mit einer Mitgliederstärke von 12 Personen gegründet. 2012 spielten etwa 75 Musiker aktiv.[22]
- Der Hegering-Ruhrtal wurde 1988 von 66 Jägern gegründet. Die Gesamtfläche der 18 Reviere beträgt etwa 9600 ha und wird von etwa 150 Jägern betreut. Das Lehr- und Versuchsformat Arnsberger Wald nimmt einen beträchtlichen Teil der Fläche ein.[23]
- Die Initiative Oeventrop (INO) e. V. ist ein gemeinnütziger Verein mit dem Ziel die Lebensqualität in Oeventrop zu verbessern[24].
- Die KjG Oeventrop organisiert seit 1967 jährlich ein zweiwöchiges Ferienlager für über 120 Kinder und Jugendliche, das von über 50 ehrenamtlichen Helfern durchgeführt wird.[25]
- Der LSC Oeventrop e. V. (Luftsportclub) wurde 1955 gegründet, er besitzt acht Segelflugzeuge.[26]
- Der Motorsportclub Oeventrop-Sauerland e. V. im ADAC wurde 1952 gegründet. Zu Anfang wurden Geschicklichkeitsfahren auf Motorrädern angeboten, die bekannteste Aktivität ist die jährliche Rallye-Cross-Veranstaltung. Die Jugendlichen nehmen an Cart-Wettbewerben teil.[27]
- Der Musikverein 1903 Oeventrop e. V. Insgesamt hat der Verein 288 Mitglieder, wovon 105 aktive Musiker sind.(Stand: 1. Januar 2014)[28]
- Der Reit- und Fahrverein Oeventrop e. V. wurde 1977 gegründet, in ihm sind Freizeitreiter sowie Turnierreiter und -Fahrer organisiert. Er verfügt über eine vereinseigene Anlage.[29]
- Die Schützenbruderschaft St. Sebastianus Oeventrop 1766 e. V. ist eine der großen Bruderschaften im Sauerländischen Schützenbund und wurde 1766 unter dem Patrozinium der Maria und des Nikolaus als 1766 als Schützenbruderschaft zu Dinschede gegründet.[30] Die Schießsportgruppe wurde 1965 gegründet.[31]
- Der TuS 1896 Oeventrop e. V. ist ein Mehrsparten-Sport-Verein mit rund 2500 Mitgliedern[32].